# Rada de Haro
Rada de Haro ist eine Gemeinde (Municipio) und ein Dorf mit 47 Einwohnern (Stand: 2024) in der Provinz Cuenca in der Autonomen Region Kastilien-La Mancha. 

## Lage
Rada de Haro liegt etwa 70 Kilometer südwestlich von Cuenca in einer Höhe von ca. 1240 m. 

## Bevölkerungsentwicklung
| 1970 | 1981 | 1991 | 2001 | 2011 | 2021 |
| ---- | ---- | ---- | ---- | ---- | ---- |
| 115  | 87   | 66   | 56   | 72   | 50   |

## Sehenswürdigkeiten

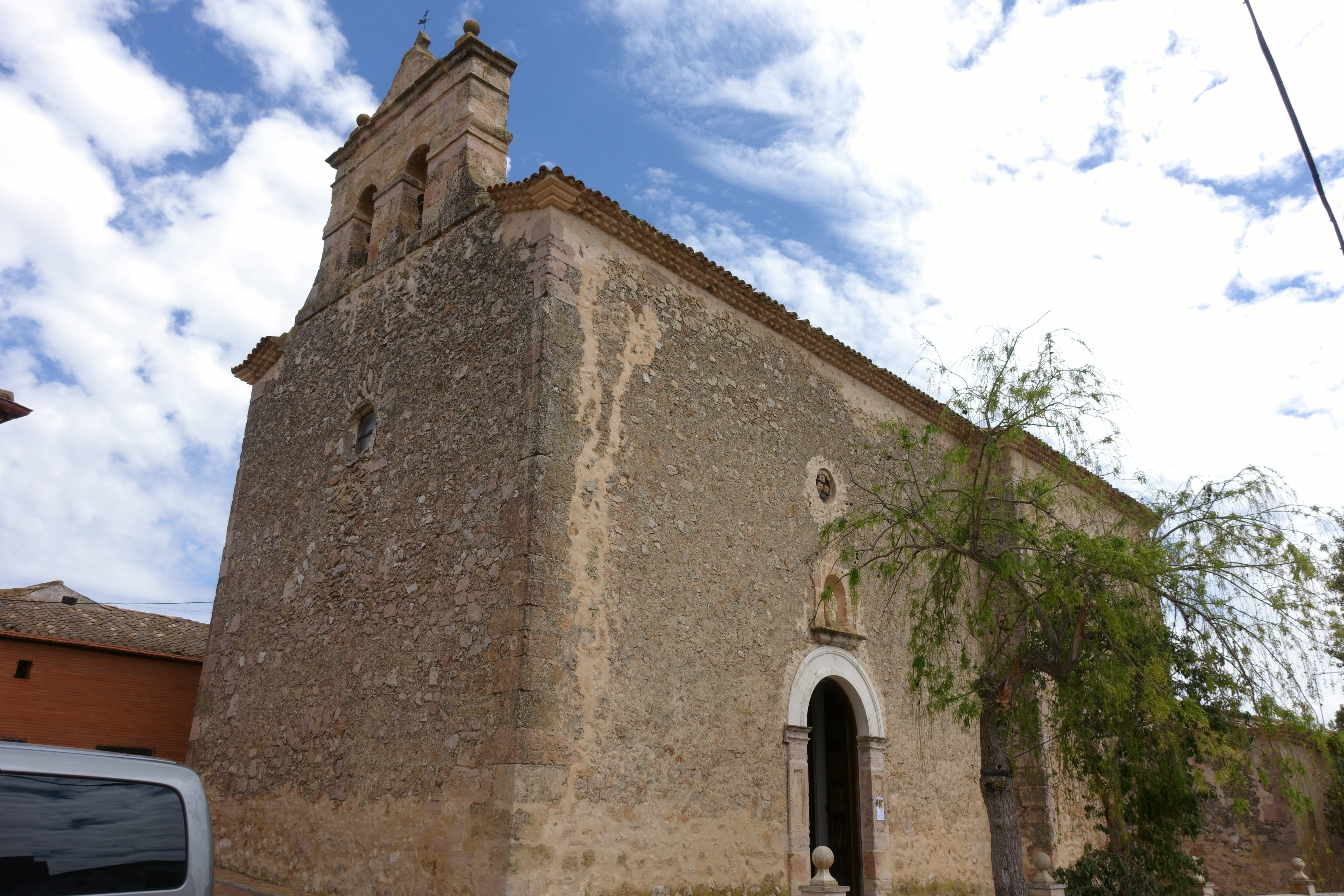
Kirche Mariä Himmelfahrt
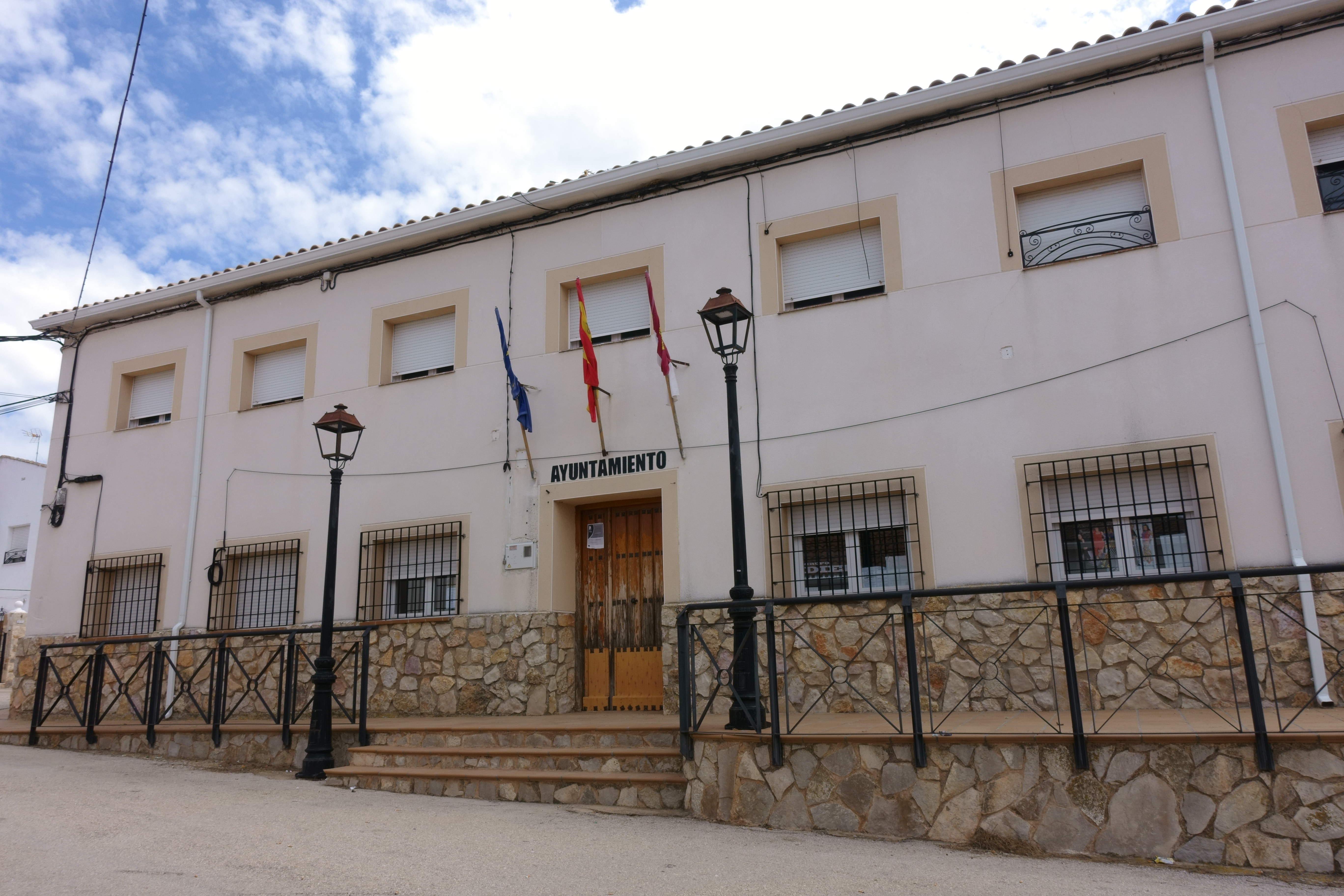
Rathaus

- Kirche Mariä Himmelfahrt
- Rathaus